# イ・セジン
イ・セジン（朝: 이세진、1996年4月3日 - ）は、大韓民国の歌手、俳優、モデル。iMe KOREA所属。

## 略歴
2011年、映画『水の温度』で俳優としてデビュー。
2018年にウェブドラマ『Yellow』、2019年にドラマ『恋するアプリ』に出演した。同年には、5月より韓国のオ―ディション番組「Produce X 101」に出演。7月の「Produce X 101」最終回には、最終順位が18位と番組内でのデビューは逃したものの、8月18日には、単独ファンミーティング「THEセジン」が開催された。翌2020年、ボーイズラブドラマ『Mr.ハート』で主演を務めた。

## 出演

### 音楽番組
- PRODUCE X 101（2019年5月3日 - 7月19日、Mnet）
- M COUNTDOWN（Mnet）

### 映画
- 水の温度（2011年）

### ドラマ
- Yellow（イエロー）（2018年）
- 恋するアプリ（2019年、NETFLIX）
- お兄さんが代わりに恋愛してあげるよ（2020年）[3]
- Mr.ハート（2020年）

## その他の活動
2017年から「マリモン（마리몽）」という名前の人形を直接作って販売し、収益の一部を捨て犬保護団体に寄付する活動を行っている。「夢の中をぼんやりと流れ歩く妖精であり、悪夢の悪運を食べながら幸せな夢を作る」としている。自身が参加した「Produce X 101」の他の出演者にもマリモンが配られ、実際に練習生が身に着けている様子も目撃されている。
2019年9月10日には、SPAOとマリモンのコラボ企画が発表された。